# Arnaldo Ninchi
Arnaldo Ninchi, all'anagrafe Arnaldo Armando Ninchi (Pesaro, 18 dicembre 1935 – Roma, 6 maggio 2013), è stato un attore e regista teatrale italiano.

## Biografia
Arnaldo Ninchi nasce in una famiglia di attori: sia il padre Annibale che lo zio Carlo erano attori come pure la loro cugina Ave. Muove i primi passi sportivi presso il Club Scherma Pesaro quindi gioca a pallacanestro nella Victoria Libertas Pesaro e a diciassette anni gioca in nazionale. Nel 1959 si diploma all'Accademia nazionale d'arte drammatica e inizia a lavorare nel teatro all'inizio nelle compagnie teatrali più famose, successivamente ne fonda una propria. In televisione inizia a lavorare portando in scena un ciclo di tre commedie del teatro di Eduardo De Filippo.
Ha lavorato più volte per Pupi Avati, Pasquale Pozzessere e Gianpaolo Tescari. Nella serie televisiva Boris, dove interpreta il dr. Cane, non viene mai inquadrato in volto, tranne per pochi secondi negli episodi finali della terza stagione (2010).
Nel 1992 ha donato i copioni teatrali in suo possesso alla biblioteca e museo teatrale del Burcardo di Roma; inoltre ha donato fotografie, programmi, ritagli stampa e carte amministrative al museo biblioteca dell'attore del Teatro di Genova che gli ha intitolato un fondo come già aveva fatto per suo padre.
Doppiatore e direttore del doppiaggio, Arnaldo è stato fondatore insieme ad altri attori (per lo più di teatro) della Sonora doppiaggio; fra i loro soci c'erano Marco Guglielmi e Clara Bindi.
È morto il 6 maggio 2013 ed è stato sepolto nel cimitero centrale di San Decenzio a Pesaro.

## Filmografia

### Cinema
- I piaceri del sabato notte, regia di Daniele D'Anza (1960)
- Parigi di notte (Paris vu par...), regia di Claude Chabrol (1961)
- Il giocattolo, regia di Giuliano Montaldo (1979)
- Notte d'estate con profilo greco, occhi a mandorla e odore di basilico, regia di Lina Wertmüller (1986)
- Rimini Rimini, regia di Sergio Corbucci (1987)
- Cheeeese, regia di Bernhard Weber (1988)
- Abbronzatissimi, regia di Bruno Gaburro (1991)
- Schiaffi alla luna, regia di Michelangelo Pepe (1991)
- Stasera in quel palazzo, regia di Michelangelo Pepe – mediometraggio (1991)
- Magnificat, regia di Pupi Avati (1993)
- Giovanni Falcone, regia di Giuseppe Ferrara (1993)
- Dichiarazioni d'amore, regia di Pupi Avati (1994)
- L'arcano incantatore, regia di Pupi Avati (1996)
- La mia generazione, regia di Wilma Labate (1996)
- Testimone a rischio, regia di Pasquale Pozzessere (1997)
- Le complici, regia di Emanuela Piovano (1998)
- Mirka, regia di Rachid Benhadj (2000)
- Voci, regia di Franco Giraldi (2000)
- Assassini per caso, regia di Vittorio De Sisti (2000)
- Oltre il confine, regia di Rolando Colla (2002)
- Il trasformista, regia di Luca Barbareschi (2002)
- Eccomi qua, regia di Giacomo Ciarrapico (2002)
- L'ombra di Federico, regia di Marco Cercaci (2005)
- Giorni e nuvole, regia di Silvio Soldini (2007)
- L'uomo che ama, regia di Maria Sole Tognazzi (2008)
- Cocapop, regia di Pasquale Pozzessere (2010)
- Boris - Il film, regia di Giacomo Ciarrapico, Mattia Torre e Luca Vendruscolo (2011)
- Il volto di un'altra, regia di Pappi Corsicato (2012)

### Televisione
- Giosafatte Talarico, regia di Gilberto Tofano – film TV (1961)
- Le pecore nere, regia di Giorgio Albertazzi – miniserie TV (1961)
- Più rosa che giallo – serie TV, 1 episodio (1962)
- Questa sera parla Mark Twain, regia di Daniele D'Anza – miniserie TV (1965)
- Medea, regia di Alexis Minotis – film TV (1965)
- Dossier Mata Hari, regia di Mario Landi – miniserie TV (1967)
- Processo a Gesù, regia di Gianfranco Bettetini – film TV (1968)
- Il segreto di Luca, regia di Ottavio Spadaro – miniserie TV (1969)
- Storia di Pablo, regia di Sergio Velitti – film TV (1970)
- Il giuoco delle parti, regia di Giorgio De Lullo – film TV (1970)
- L'arte della commedia, regia di Eduardo De Filippo – film TV (1970)
- Sacco e Vanzetti, regia di Giacomo Colli – miniserie TV  (1977)
- Non si sa come, regia di Arnaldo Ninchi -  trasposizione del dramma di Luigi Pirandello (1978)
- Le due croci, regia di Silvio Maestranzi – film TV (1988)
- È proibito ballare, regia di Pupi Avati, Cesare Bastelli e Fabrizio Costa – sitcom, 65 episodi (1989)
- Donne armate, regia di Sergio Corbucci – film TV (1991)
- Voci notturne, regia di Fabrizio Laurenti – miniserie TV (1995)
- La famiglia Ricordi, regia di Mauro Bolognini – miniserie TV (1995)
- Il caso Fenaroli, regia di Gianpaolo Tescari – film TV (1996)
- Incantesimo – soap opera, 20 episodi (1998-2000)
- La vita che verrà, regia di Pasquale Pozzessere – miniserie TV (1999)
- Piccolo mondo antico, regia di Cinzia TH Torrini – miniserie TV (2001)
- Onora il padre, regia di Gianpaolo Tescari – miniserie TV (2001)
- Tre casi per Laura C, regia di Gianpaolo Tescari – miniserie TV (2002)
- La casa dell'angelo, regia di Giuliana Gamba – film TV (2002)
- Le stagioni del cuore, regia di Antonello Grimaldi – miniserie TV (2004)
- Don Bosco, regia di Lodovico Gasparini – miniserie TV (2004)
- La provinciale, regia di Pasquale Pozzessere – miniserie TV (2006)
- Nati ieri – serie TV, 1 episodio (2006-2007)
- Boris – serie TV, 11 episodi (2007-2010)
- Coco Chanel, regia di Christian Duguay – miniserie TV (2008)
- Il commissario Manara – serie TV, 1 episodio (2011)
- L'ultimo papa re, regia di Luca Manfredi – miniserie TV (2013)

### Sceneggiatore
- Stasera in quel palazzo, regia di Michelangelo Pepe – mediometraggio (1991)

## Doppiaggio

### Film
- David Dodimead in Riccardo II (ridoppiaggio)
- Cyril Luckham in Racconto d'inverno (ridoppiaggio)
- Sebastian Shaw in Timone d'Atene (ridoppiaggio)
- Gordon Whiting in Molto rumore per nulla (ridoppiaggio)

### Serie televisive
- Dennis Weaver in Navy
- Cacà Carvalho in Torre di Babele

### Cartoni animati
- Personaggi vari in Fiabe... così
- Prof. Fred Peeper in Superbook
- Bump in Orsi radioamatori
- Mightor in Mighty Mightor